# Crocota illibaria
Crocota illibaria är en fjärilsart som beskrevs av Jacob Hübner 1799. Crocota illibaria ingår i släktet Crocota och familjen mätare. Inga underarter finns listade i Catalogue of Life.